# Stefan Wittwer
Stefan Wittwer (* 26. März 1971) ist ein ehemaliger Schweizer Nordischer Kombinierer.

## Werdegang
Wittwer gab sein internationales Debüt im Winter 1991/92 im Rahmen des B-Weltcups der Nordischen Kombination. Bereits in seiner ersten Saison erreichte er dabei mit 10 Punkten den 32. Platz der Gesamtwertung. In der Saison 1994/95 konnte er sich leicht steigern und wurde am Ende 30. Bestes Ergebnis war dabei ein zweiter Platz im Einzel von Oberhof. Zuvor hatte er für einige Rennen in den Weltcup der Nordischen Kombination gewechselt und sicherte sich dort Rang 48 der Gesamtwertung. Es blieben jedoch seine einzigen Punkte im Weltcup. Im Februar 1995 startete er als Mitglied des Schweizer Teams bei der Nordischen Skiweltmeisterschaft in Thunder Bay. Dort gewann er im Teamwettbewerb gemeinsam mit Markus Wüst, Armin Krügel und Jean-Yves Cuendet die Bronzemedaille. In der folgenden B-Weltcup-Saison belegte er am Ende als Zweiter einen Podestplatz in der Gesamtwertung. Nach einer weiteren Saison 1996/97 beendete Wittwer seine aktive Kombinierer-Karriere.
Danach ging er als Trainer und Funktionär zum Zentralschweizer Skiverband. Später trainierte er den Junioren-Nachwuchskader der Schweiz und wechselte zur Saison 2002/03 als verantwortlicher Cheftrainer zum B-Kader.